# Emmy Internacional 2001
A 29.ª cerimônia de entrega dos International Emmys (ou Emmy Internacional 2001) aconteceu em 19 de novembro de 2001, no Sheraton Hotel em Nova York, Estados Unidos. Pelo segundo ano consecutivo Tom Bergeron apresentou a cerimônia de gala acompanhado por Jennifer Saunders, Joanna Lumley e o ator Roger Moore.

## Cerimônia
Os indicados para a 29ª edição dos Emmys internacionais foram anunciados pela Academia Internacional das Artes e Ciências Televisivas (IATAS) em 8 de outubro de 2001, numa conferência de imprensa na MIPCOM, em Cannes, França. Seis países disputaram os prêmios desta edição, Reino Unido, Japão, Coreia do Sul, Canadá, França e Alemanha.
O Emmy Directorate Award, foi dado à Gustavo Cisneros, presidente do Grupo Cisneros. Já o Emmy Founders Award foi entregue à Pierre Lescure, diretor de operações da Vivendi Universal.
A Academia Internacional, anunciou mudanças nesta cerimônia, com a criação de duas novas categorias, a categoria "Melhor Drama" passa a ser dividida em duas: "Série Dramática" e "Filme para TV ou Minissérie". Já a categoria de "Melhor Programa Artístico" passa a ser dedicado documentários sobre artes e/ou artistas.

## Vencedores
| Melhor Série de Drama | Melhor Programa de Artes Populares |
| --- | --- |
| - Dirty Tricks - () (Carlton TV) - Fatou la Malienne - () (France 2) - Jahrestage - () (ARD) - Cold Feet - () (ITV)                                                       | - So Graham Norton - () (Channel 4) - Spaced - () (Channel 4) - Was Guckst Du?! - () (ZDF) - Miss Hong Kong Pageant 2000 - () (Jade TV)  |
| Melhor Documentário de Artes | Melhor Documentário |
| - The Miles Davis Story - () (Channel 4) - Bunraku - () (NHK) - Ravel’s Brain - () (Bravo Canada) - Buscando America: Ruben Blades - () (People & Arts Latino)            | - Welcome to North Korea - () (Channel 4) - For My Baby - () (MBC) - Golda’s List - () (France 3) - Challenger: Go for Launch - () (BBC) |
| Melhor Performance Artística | Melhor Programa infanto-juvenil |
| - Jesus Christ Superstar - () (Slovenia TV) - Don Giovanni Unmasked - () (Bravo Canada) - Music From the Red Violin - () (Bravo Canada) - Yo-Yo Ma in Todai-ji - () (MBC) | - Street Cents - () (CBC Television) - Challenge! Ring the Golden Bell - () (KBS) - Willem Wever - () (NCRV) - Kuss mich - () (ZDF)      |

## Múltiplas vitórias
Por país
| N.º de vitórias | País        |
| --------------- | ----------- |
| 5               | Reino Unido |
| 1               | Canadá      |